# Ла-Сальвета-Пералес
Ла-Сальвета́-Перале́с (фр. La Salvetat-Peyralès, окс. La Salvetat de Peiralés) — коммуна во Франции, находится в регионе Окситания. Департамент — Аверон. Административный центр кантона Сальвета-Пералес. Округ коммуны — Родез.
Код INSEE коммуны — 12258.
Коммуна расположена приблизительно в 520 км к югу от Парижа, в 95 км северо-восточнее Тулузы, в 33 км к юго-западу от Родеза.

## Население
Население коммуны на 2008 год составляло 1068 человек.
| 1962 | 1968 | 1975 | 1982 | 1990 | 1999 | 2008 |
| ---- | ---- | ---- | ---- | ---- | ---- | ---- |
| 1484 | 1672 | 1478 | 1311 | 1162 | 1062 | 1068 |

## Администрация
| Период | Период | Фамилия     | Партия                  | Примечания               |
| ------ | ------ | ----------- | ----------------------- | ------------------------ |
| 2001   | 2008   | Жиль Жюийяр | Социалистическая партия | член генерального совета |
| 2008   | 2012   | Рене Микель |                         |                          |
| 2012   |        | Поль Марти  |                         |                          |

## Экономика
В 2007 году среди 533 человек в трудоспособном возрасте (15—64 лет) 360 были экономически активными, 173 — неактивными (показатель активности — 67,5 %, в 1999 году было 62,2 %). Из 360 активных работали 331 человек (178 мужчин и 153 женщины), безработных было 29 (12 мужчин и 17 женщин). Среди 173 неактивных 28 человек были учениками или студентами, 96 — пенсионерами, 49 были неактивными по другим причинам.

## Достопримечательности
- Замок Румегу[фр.] (XIII век)
- Часовня Мюра
- Приходская церковь Сент-Круа. Имеет серебряную раку и крест XV века